# Bộ Tư pháp (Trung Quốc)
Bộ Tư pháp Trung Quốc là một bộ của chính phủ trực thuộc Quốc vụ viện, chịu trách nhiệm về các vấn đề pháp lý. Phạm vi trách nhiệm bao gồm quy trình xét xử, soạn thảo luật, xây dựng khung pháp lý, tham gia các hiệp ước quốc gia và quốc tế, truy tố và tuyên án.
Bộ đảm bảo duy trì và cải thiện hệ thống luật pháp và tư pháp cũng như an ninh quốc gia của Trung Quốc.